# 65803 Дідим
65803 Дідим (давн.-грецьк. Δίδυμος) — невеликий навколоземний астероїд із групи аполлонів, який швидко обертається навколо своєї осі й має витягнуту орбіту, через що перетинає не лише орбіту Землі, а й Марса. Астероїд відкрито 11 квітня 1996 р. у проєкті пошуку астероїдів Spacewatch в Обсерваторії Кітт-Пік. Супутник Дідіма — Діморф був ціллю місії НАСА DART.

## Назва
Відкривач астероїда Джо Монтані (Joe L. Montani) запропонував назву, що грецькою це слово означає «близнюк». Монтані запропонував цю назву після того, як інші астрономи на підставі аналізу кривої блиску та радіолокації з'ясували подвійну природу цього об'єкта. Підозри щодо подвійності виникли на підставі даних про затримку сигналів внаслідок ефекту Доплера, які було підтверджено аналізом кривої блиску в оптичному діапазоні, а також радіолокаційними зображеннями, отриманими радіотелескопом «Аресібо» 23 листопада 2003 р. Було визначено, що орбітальний період супутника становить 11,9 год; неофіційно його називають «Дідимун» (Didymoon — «місяць Дідима»).

## Орбіта
Дідим легкодоступний для космічних апаратів, що стартують із Землі, адже мінімальна зміна швидкості, необхідна для переходу з навколоземної орбіти на траєкторію зближення з цим астероїдом, становить лише 5,1 км/с, позаяк навіть для досягнення Місяця потрібна зміна швидкості на 6,0 км/с. Почасти саме тому супутник цього астероїда в майбутньому може стати метою дослідницької місії AIDA Європейського космічного агентства, у процесі якої вивчатиметься можливість впливу на астероїд космічного апарата, що пролітає повз нього.
Землі не загрожує зіткнення з Дідимом. На мінімальну відстань до нашої планети (понад 7,18 млн км) цей астероїд наближався в листопаді 2003 року. Тісніше зближення очікується 2123 року (5,9 млн км). 2144 року астероїд має наблизиться до Марса на відстань 4,63 млн км.

## Супутник
Головна особливість цього астероїда — наявність у нього невеликого супутника, який одержав тимчасове позначення S/2003 (65803). Супутник має діаметр 150 метрів і обертається навколо основного астероїда ретроградною орбітою радіусом 1,1 км із періодом 11,9 години. Виходячи з періоду обертання, вдалося визначити масу космічних тіл, а після визначення розмірів — і їх густину.